# Palpita ocelliferalis
Palpita ocelliferalis là một loài bướm đêm trong họ Crambidae.